# Oxycryptis attonita
Oxycryptis attonita är en fjärilsart som beskrevs av Edward Meyrick 1912. Oxycryptis attonita ingår i släktet Oxycryptis och familjen stävmalar. Inga underarter finns listade i Catalogue of Life.